# U-Bahnhof Saldanha

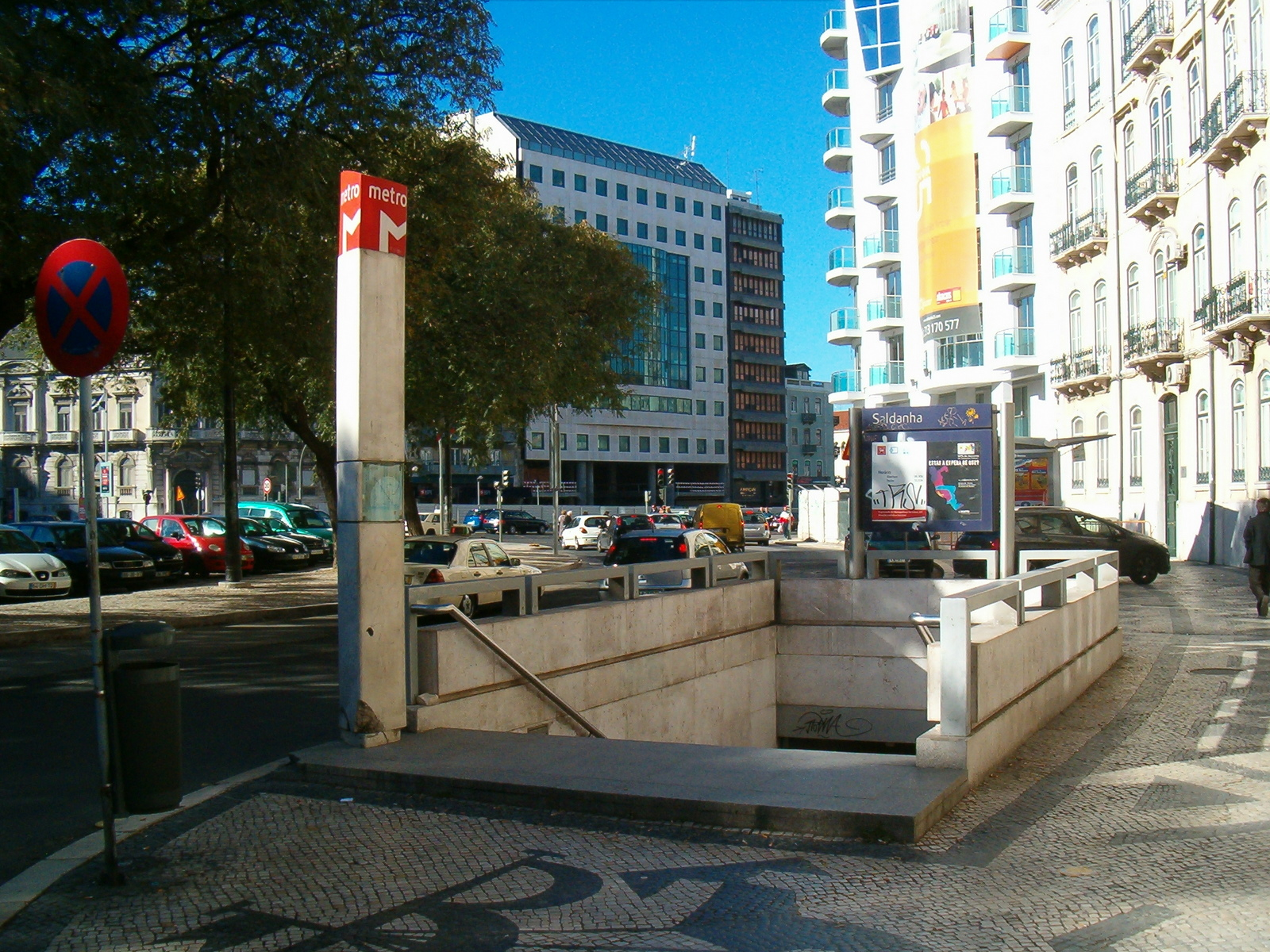
Eingang zum U-Bahnhof Saldanha am Praça Duque de Saldanha

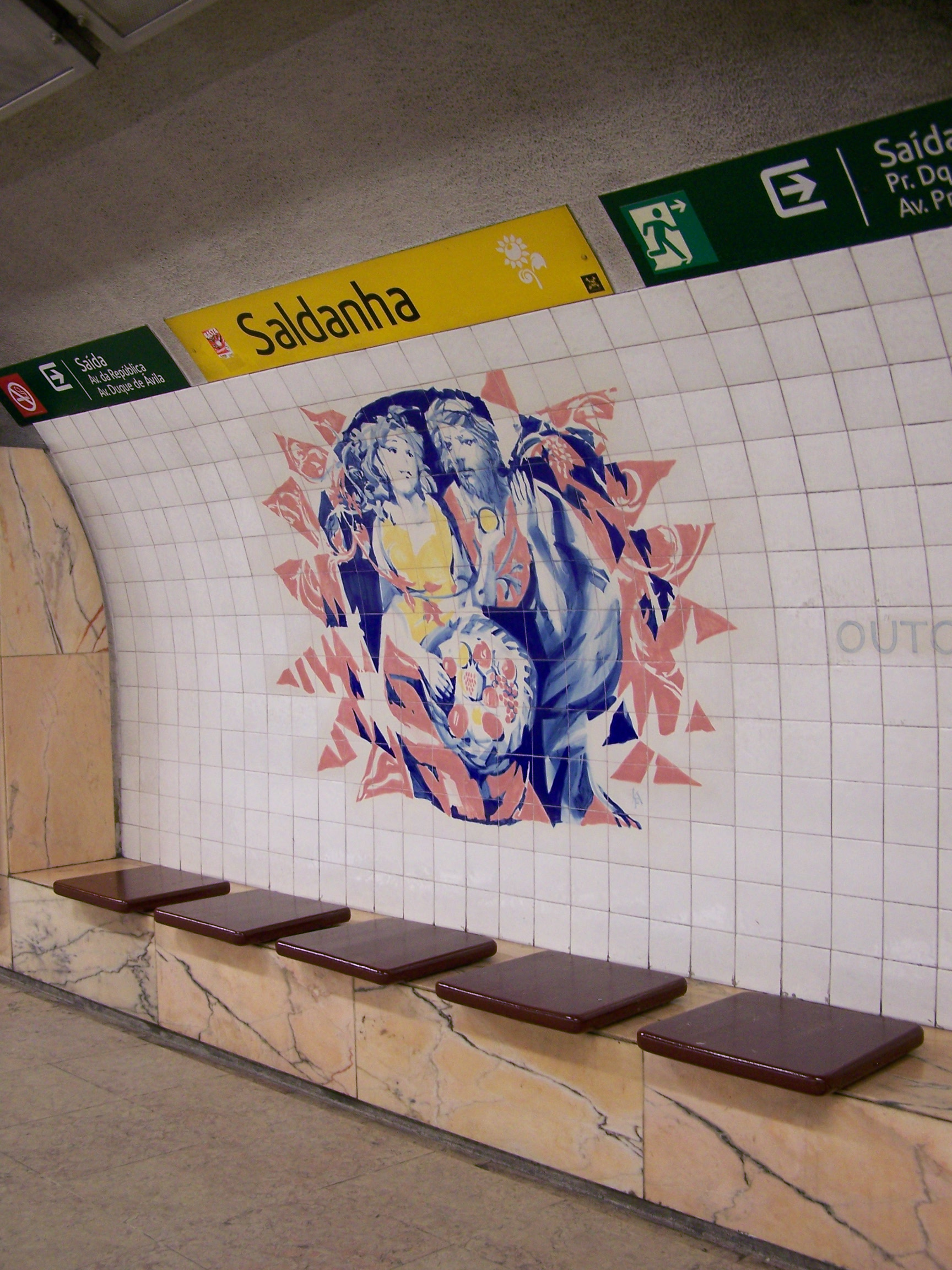
Der „Herbst“ (Outono) von Luis Filipe de Abreu

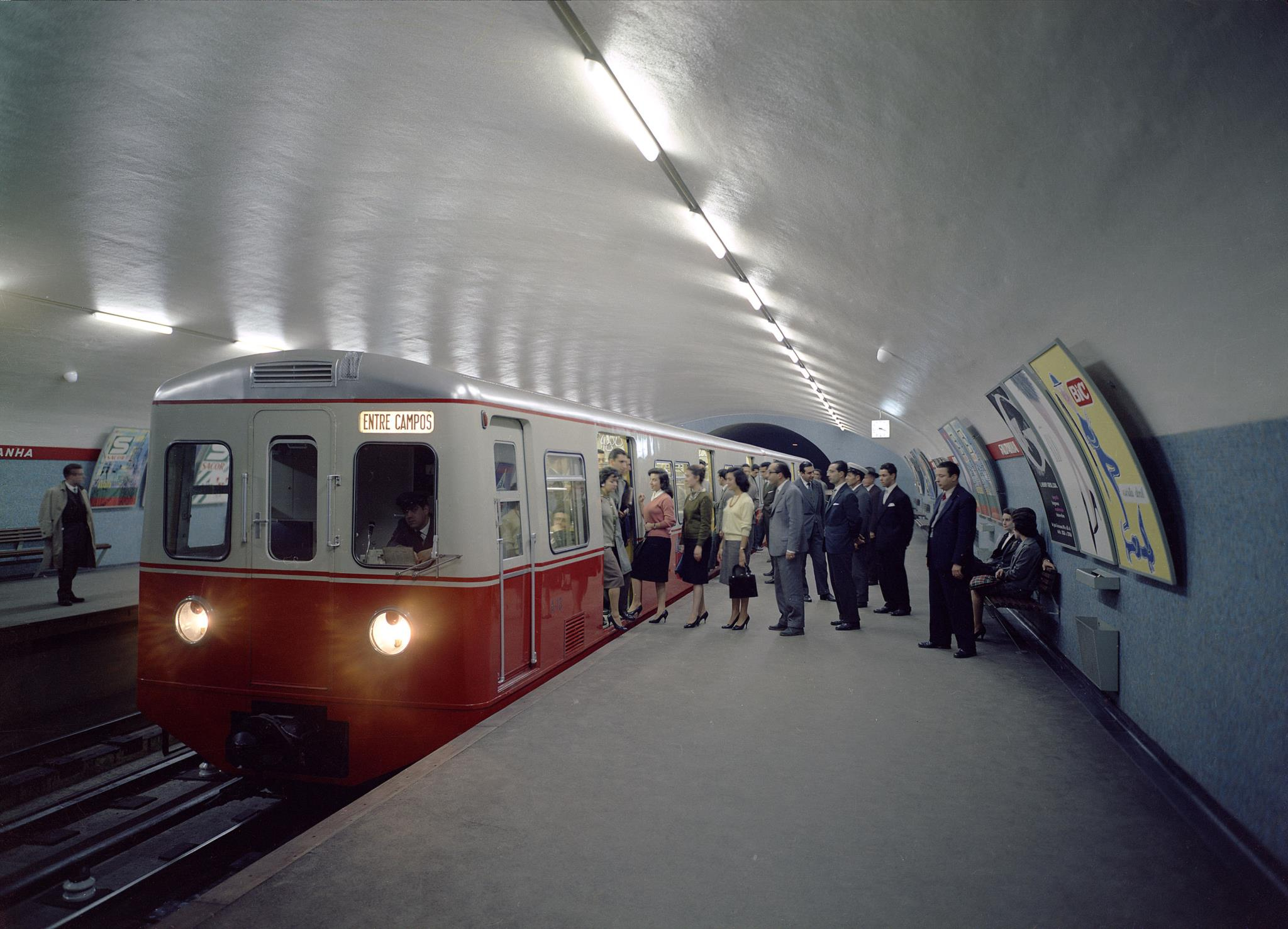
U-Bahnhof Saldanha im Jahr 1959

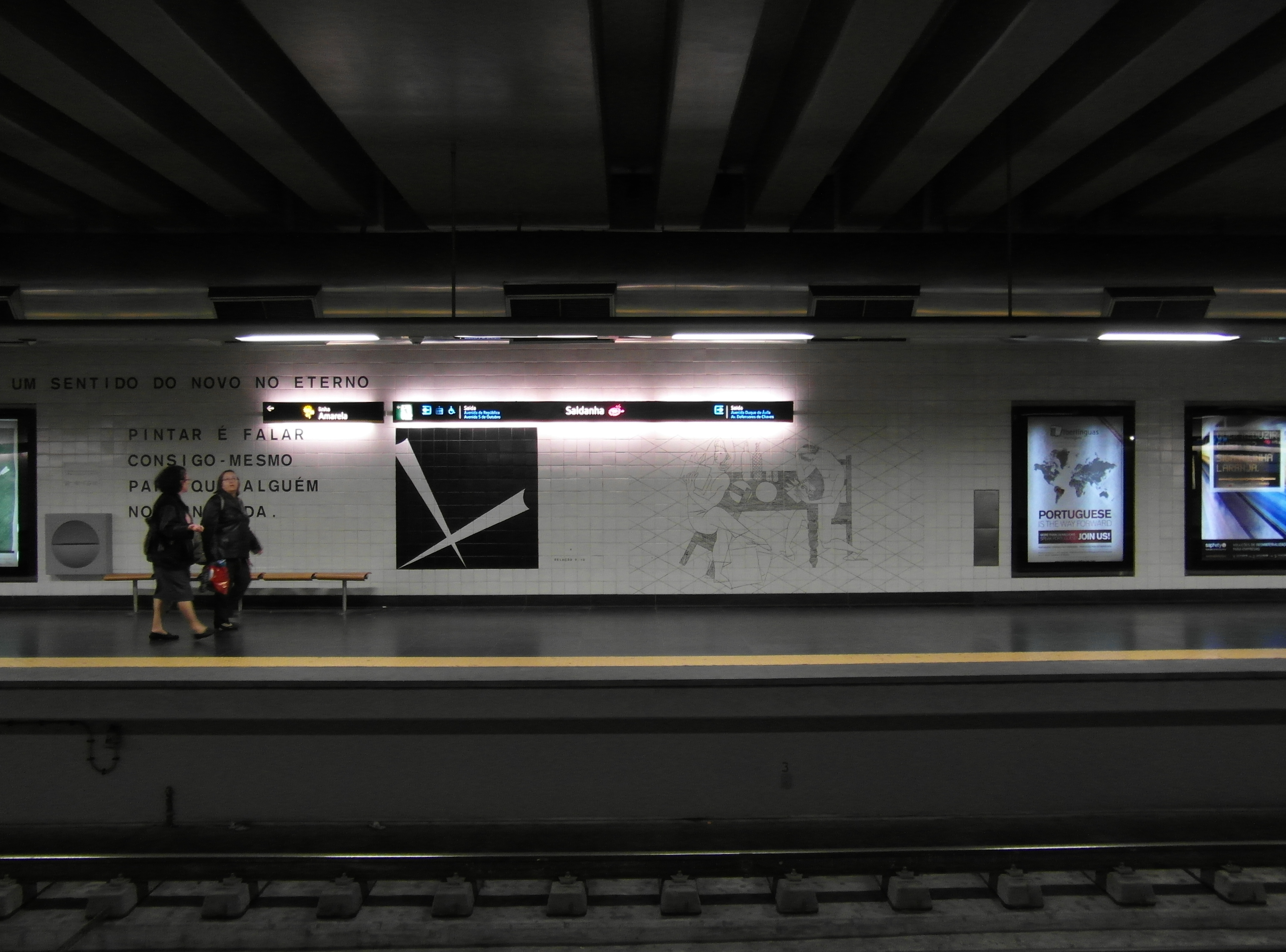
2009 fertiggestellter und eröffneter U-Bahnhof Saldanha der Linha Vermelha

Saldanha ist ein U-Bahnhof am Kreuzungspunkt der Linha Amarela und der Linha Vermelha der Metro Lissabon, des U-Bahn-Netzes der portugiesischen Hauptstadt. Der Bahnhof für die Linha Amarela ging am 29. Dezember 1959 als einer der elf Bahnhöfe des Lissabonner Ursprungsnetzes in Betrieb, der Bahnhof der Linha Vermelha am 29. August 2009.

## Geografische Lage
Der Bahnhof befindet sich direkt unter dem gleichnamigen Platz, der Praça Duque de Saldanha, und so auf der Grenze zwischen den beiden Lissabonner Stadtgemeinden Avenidas Novas und Arroios. Die Nachbarstationen des Bahnhofes sind Picoas und Campo Pequeno beziehungsweise São Sebastião und Alameda.

## Geschichte
Der U-Bahnhof Saldanha gehörte gemeinsam mit zehn anderen Bahnhöfen zu den ersten des Lissabonner U-Bahn-Netzes, das am 29. Dezember 1959 von der Lissabonner Stadtverwaltung und der Betreibergesellschaft Metropolitano de Lisboa, EP eröffnet wurde. Der Bahnhof, der nach dem gleichnamigen oberirdischen Platz benannt ist (Praça Duque de Saldanha), besaß zur Eröffnung die übliche Ausgestaltung der Lissabonner U-Bahnhöfe. Den Entwurf für den Bahnhof übernahm der aus Portugal stammende Architekt João Falcão e Cunha. Für die architektonische Ausgestaltung war die portugiesische Malerin Maria Keil zuständig. Sie wählte Azulejos mit verschiedenen Rechtecken und den Farbkombination Ocker/Weiß sowie Blau/Schwarz. Diese sind jedoch heute nicht mehr vorhanden.
Die steigenden Fahrgastzahlen in den sechziger und siebziger Jahren, begründet durch die Verlagerung des Geschäftszentrums in den Norden Lissabons, verlangten nach einer weiteren Kapazitätssteigerung des Lissabonner Metronetzes. Da zunächst die finanziellen Möglichkeiten für Streckenverlängerungen nicht zur Verfügung standen, beschlossen Betreibergesellschaft und Stadtverwaltung zunächst die Bahnsteige zu verlängern. Diese variierten in ihrer Länge zwischen 40 und 70 Metern und sollten für 6-Wagen-Züge auf 105 Meter vereinheitlicht werden. Beim U-Bahnhof Saldanha wurden die Bahnsteige unter Leitung der Architekten Falcão e Cunha und Carlos Sanchez Jorge in Richtung Norden verlängert, wiederum war auch hier die Künstlerin Keil für die Fliesengestaltung zuständig.
Mitte der neunziger Jahre stand eine profunde Sanierung des Bahnhofes an. Beginnend mit dem nördlichen Zugang (wiedereröffnet am 28. Dezember 1996), folgte die Sanierung der Bahnsteige und des Südzugangs (bis zum 17. Mai 1997) unter der Leitung von Paulo Brito da Silva. In diesem Zusammenhang gestalteten die Künstler Jorge Vieira und Luis Filipe de Abreu den Bahnhof um, die den Menschen und die Bewegung als Thema für ihre Umgestaltung wählten. Zahlreiche verschiedene Marmorfiguren, die den Menschen in seinem Wesen prägen – die Hand, der Kopf etc. –, sind an den Wänden ebenso wie eine Windrose zu finden, entworfen von Jorge Vieira. Luís Filipe de Abreu wählte die traditionelle Form der Azulejokunst und stellte die vier Grundelemente (Erde, Wasser, Luft, Feuer), die Jahreszeiten und die Gefühle des Treffens, des Abschieds und der Hoffnung dar. Bei dieser Grundumgestaltung verschwanden die früheren Keil’schen Azulejos komplett.
Anfang 2003 begannen die Bauarbeiten für die etwa 2,2 Kilometer lange Verlängerung der Linha Vermelha (Rote Linie) von Alameda über Saldanha bis zum São Sebastião. Ursprünglich bis 2006 vorgesehen, konnten die Arbeiten erst im August 2009 vollendet werden. Am U-Bahnhof Saldanha liegen die beiden neuen Bahnsteige im rechten Winkel zu den bereits bestehenden in der Straße Avenida Duque de Ávila. Den Bahnhof Saldanha II sollen etwa 17,6 Millionen Fahrgäste pro Jahr benutzen. Die Kosten für die gesamte Verlängerung sollen sich insgesamt auf etwa 132 Millionen Euro belaufen. Im Zusammenhang mit dem Umbau zu einem Umsteigebahnhof erhält der Bahnhof Saldanha nachträglich mindestens zwei Aufzüge, die Eröffnung fand am 29. August 2009 statt.

## Verlauf
Am U-Bahnhof bestehen Umsteigemöglichkeiten zu den Buslinien der Carris.
| Linie | Verlauf |
| ----- | --- |
|       | Odivelas – Senhor Roubado – Ameixoeira – Lumiar – Quinta das Conchas – Campo Grande – Cidade Universitária – Entre Campos – Campo Pequeno – Saldanha – Picoas – Marquês de Pombal – Rato |
|       | Aeroporto – Encarnação – Moscavide – Oriente – Cabo Ruivo – Olivais – Chelas – Bela Vista – Olaias – Alameda – Saldanha – São Sebastião                                                  |